# Hirsutia bathyalis.
Hirsutia bathyalis. är en kräftdjursart som beskrevs av Saunders, Hessler och Susan P. Garner 1985. Hirsutia bathyalis. ingår i släktet Hirsutia och familjen Hirsutiidae. Inga underarter finns listade i Catalogue of Life.